# Manu Invisible
Manu Invisible es un artista sardo. Empezó su recorrido artístico en la escuela artística Foiso Fois y desde entonces ha ido creando arte bajo forma de grafitis. En Cerdeña se pueden encontrar sus obras maestras, desde la prisión de menores de Quartucciu hasta San Sperate, incluso en la escuela secundaria Ugo Foscolo de Cagliari. A finales de 2016 se ocupó de pintar los bloques de hormigón contra el terrorismo en Milán. Se inspira en algunos de sus colegas, que también son grafiteros. Suele dibujar ancianos, paisajes, flores, personajes extraños inspirados en los del imaginario moderno y en la vida de todos los días, retratos, el asfalto mojado de la lluvia y todo lo que lo golpea y que captura su atención. Su próximo objetivo es exhibirse y pintar fachadas de edificios.[cita requerida]
La controversia que crean este tipo de obras ha provocado que Manu haya sufrido varias vivencias judiciales. De todas estas acusaciones ha sido absuelto hasta la fecha. 
Una peculiaridad es que lleva una máscara para esconder su rostro ya que considera importante su privacidad. 

## Vivencias judiciales
El 20 de junio de 2011 Manu Invisible hizo un pequeño mural cerca de la estación de Lambrate (Milán), bajo el puente de la calle Piranesi y la policía lo detuvo bajo la inculpación de vandalismo. El artista sufrió los tres grados de juicio y cada vez fue absuelto: la primera vez en 2014 y, por último, la completa absolución el 4 de abril de 2016 por el Tribunal Supremo. En las sentencias de primer y segundo nivel el juez sentenció que el muro ya estaba embadurnado, por lo que Manu Invisible no tuvo ninguna intención de dañar o deteriorar una superficie limpia. Además, durante el proceso fueron reconocidas las habilidades de Manu como artista importante en el sector. Después de la absolución en primer grado Manu realizó un mural autorizado en un muro de Segrate para celebrar el evento. En el mural el escenario del tribunal es oscuro y gris, y el único punto coloreado es el artista en el papel de acusado. La sentencia del 4 de abril de 2016 fue muy importante porque por la primera vez en Italia el Tribunal Supremo decidió lo que los grafitis representan para la colectividad.

## Obras

### Obras en Milán
Manu Invisible transformó con su arte, en la ciudad de Milán, los bloques en hormigón que forman una barrera de seguridad (barrera New Jersey) en vista de los recientes ataques terroristas. Las obras son dos: una está en la Piazza del Duomo, titulada Navidad, y la otra en la Piazza Fontana. 
En la primera obra hay dos renos, un cachorro y su madre, que representan la Navidad y el amor. Con este mensaje el artista quiere contrastar el miedo instaurado por el terrorismo internacional.  La segunda se llama Naturelle, con una flor que representa la paz. El artista realizó también, junto a otro grafitero, Berto 191, un loro de colores rodeado de hojas de monstera (una planta originaria de América Latina). Un dibujo naturalístico que es parte de Trees with tropical birds está situado en un contexto que tiene como objetivo llevar la naturaleza a la metrópolis.

### Homenaje a Antonio Gramsci

#### Movimento(movimiento) - Primera etapa
El Live painting Movimento (2.5 x 12 m) representa la primera etapa del recorrido artístico de Cagliari a Santu Lussurgiu que Manu Invisible realizó como homenaje a Antonio Gramsci. La obra fue realizada en la Galería Comunal de Arte de Cagliari. Este Live abrió el proyecto Questa è la tua terra, editado por Raffaella y Bruno Venturi y apoyado por el Departamento de Cultura y los Museos Cívicos de Cagliari, celebrando el LXXX aniversario de la muerte de Gramsci. En la obra, Manu Invisible quiere incluir un aspecto de la vida y del pensamiento del famoso personaje en un único término significativo: Movimento (movimiento) 
Movimiento contra su condición de preso, de la que él pudo escapar a través del poder de la mente. Movimiento para llegar a su tierra, donde él quería ir después de su liberación. En particular, él quería volver a Santu Lussurgiu donde había llevado a cabo los estudios de enseñanza secundaria, pero no pudo debido a su salud. Movimiento contra sus condiciones de salud, ya precaria en la infancia debido a la enfermedad de Pott, que le impedía crecer regularmente. Para intentar mejorar su postura, incorrecta debido a la enfermedad, su madre lo suspendía en el aire con cuerdas y pesas.[cita requerida]

#### Errore di sistema(error de sistema) - Segunda etapa
Errore di sistema (4 x 6 m) es la segunda etapa de este viaje y se encuentra en la SS 131 en dirección Cagliari-Sassari. Parece la ventana de error de Windows y es una metáfora de la falta de diálogo entre las personas debido a interferencias política y social. Específicamente, se refiere a la falta de diálogo entre Gramsci y su esposa Julia durante el período de detención. Debido a sus ideas y elecciones de vida, de hecho, fue detenido, a pesar de su inmunidad parlamentaria, y condenado por el régimen fascista. La detención fue fatal para él porque su condición se deterioró severamente, pero también condujo a la aparición de una de las principales obras literarias del siglo XX: Cartas desde la cárcel (1926-1937). En esta correspondencia con familiares y amigos se observa además la influencia de varios elementos: el régimen fascista que censuraba cartas entrantes y salientes de la cárcel; el régimen soviético que censuraba las cartas contrarias a los compañeros o al Partido; las condiciones psicológicas de su esposa, que a menudo pasaba de un manicomio a otro. Así como un ordenador se daña debido a la debilitación de los archivos de sistema, el cerebro de Gramsci se había apagado debido al sistema corrupto que lo rodeaba.

#### Assidua ricerca(asidua investigación) - Tercera etapa
Assidua ricerca (7.5 x 23 m) es la tercera etapa y está situada en un paso a desnivel de la carretera SS131 a la altura de Paulilatino. Manu Invisible explica el título de la obra afirmando que todos buscamos algo con asiduidad y que cada uno de nosotros debe escribir lo que busca con más obstinación, enriqueciendo su trabajo. Gramsci tenía una forma particular de dedicarse a sus escritos: casi todos los días, durante horas, caminaba en la celda reflexionando sobre frases que escribir, luego ponía una rodilla en el taburete, sin sentarse, inclinándose sobre la mesa y escribiéndolas, y después continuaba caminando y pensando. Esta investigación asidua, hasta hoy, vive en su imagen pública.

#### Levitante(levitante) - Cuarta etapa
La cuarta y última etapa de este viaje artístico, Levitante (3 x 20 m), se encuentra en Santu Lussurgiu, lugar de cierre de ese viaje que Gramsci nunca concluyó. Manu Invisible decide atribuir este adjetivo, levitante, a la figura de Gramsci, porque con sus escritos y su pensamiento fue capaz de flotar sobre el totalitarismo y la ignorancia humana.